# ファマグスタ

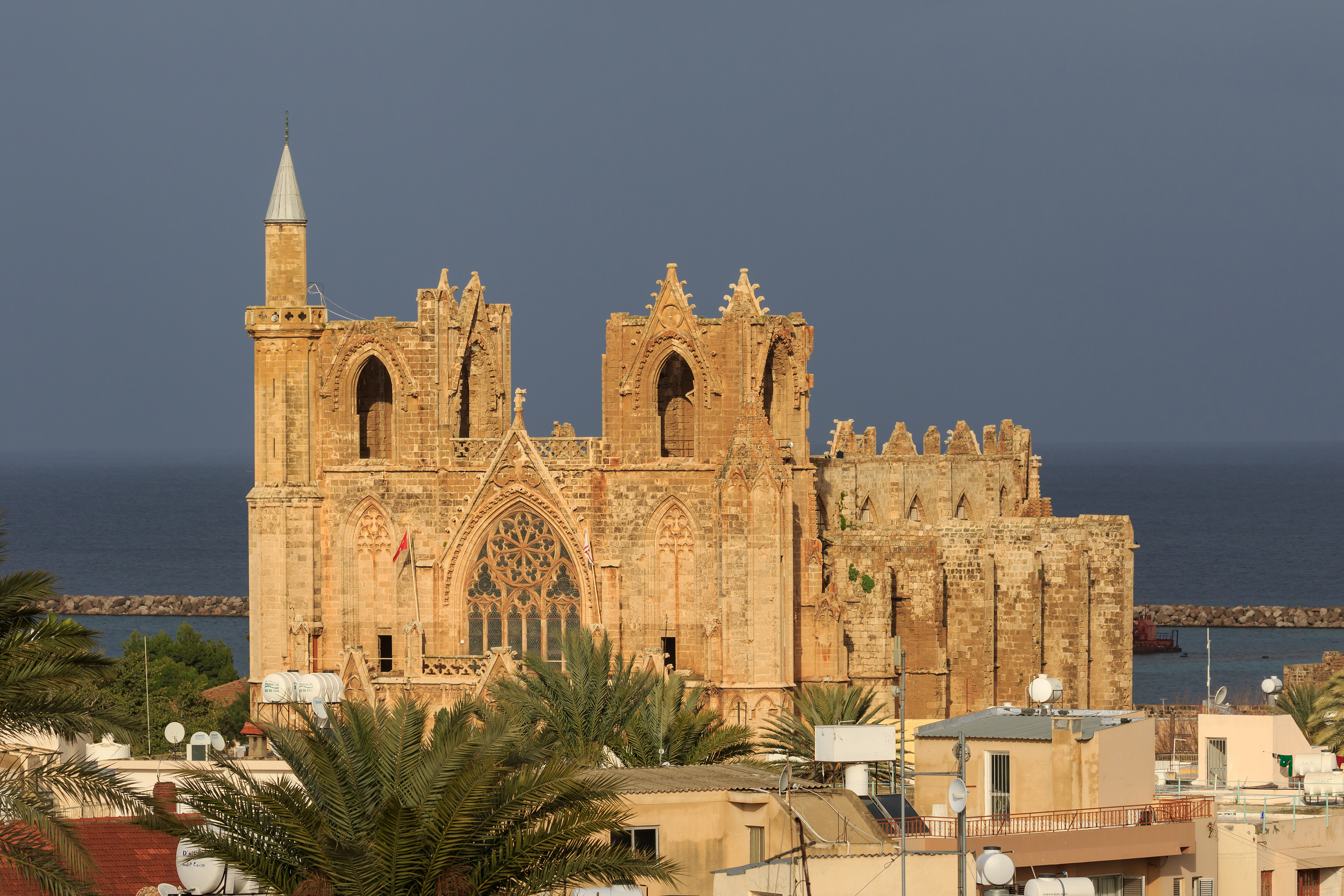
ラーラ・ムスタファ・パシャ・モスク（旧ニコラオス大聖堂）

ファマグスタ （Famagusta）は、キプロス東部・ファマグスタ地方の主要都市である。ギリシア語ではアモホストス（Αμμόχωστος）、トルコ語ではガージマーウサ（Gazimağusa）と呼ばれる。湾の中央部にあり、キプロスで最も水深のある港がある。現在北キプロス・トルコ共和国支配下にある。古代にはエジプトのプトレマイオス朝の女王にちなみアルシノエと呼ばれていたが、「砂に隠された」という意味のアンモコストスと呼ばれるようになった。この名前が西ヨーロッパでは「ファマグスタ」に変化し、トルコ語で「マウサ」（Mağusa）に変化した。

## 歴史
紀元前300年、アルシノエという漁村であった。のち、サラミス撤退により小さな港町となった。
1192年、島の支配がフランスのリュジニャン家に移りキプロス王国が建ったことが大きな転換点となる。東地中海で天然の良港を持ち、町を守る城壁を擁するファマグスタは、中東と西ヨーロッパの中継点として栄え、人口が増えた。1291年、レバントに最後に残ったエルサレム王国の拠点アッコンが陥落したのちは、オリエントのキリスト教国で最も裕福な都市の一つとなった。1372年にジェノヴァ共和国が、1489年にヴェネツィア共和国がその富を狙い港を襲撃している。裕福な商人たちはそろって教会を寄進して建て、これらは今も残り、ファマグスタが教会地区と知られる所以となった。
1570年から1571年にかけ、ファマグスタはオスマン軍による13ヶ月の包囲と恐ろしい砲撃に耐えた。陥落後、町はオスマン帝国の一都市として変貌し、唯一残った大聖堂はモスクになった（ラーラ・ムスタファ・パシャ・モスク）。
1878年のベルリン会議の結果、イギリスがキプロス島の施政権を獲得したため、ファマグスタはイギリスの支配下となった。トルコ系住民は旧市街、ギリシャ系住民はヴェロシャ地区と棲み分けがされていた。第二次世界大戦中、町にはホロコーストから生還したユダヤ人5万人を収容するキャンプが置かれた。彼らはイギリス領パレスティナへ移住した。

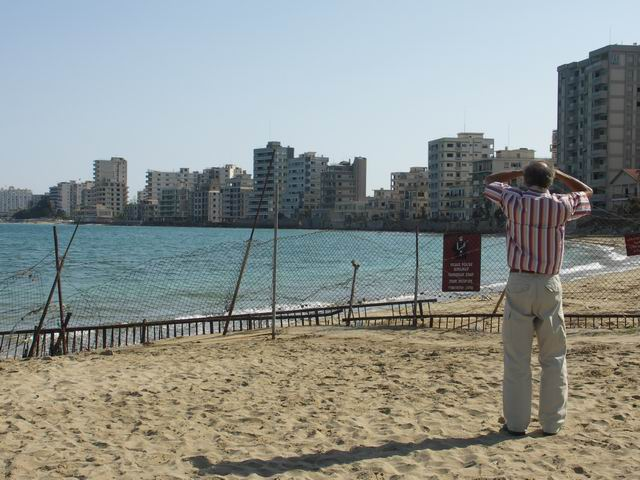
海岸沿いのヴェロシャ (マラシュ)地区。1970年代初頭は次次にビルの建つ観光地であったが、1974年以来ゴーストタウンとなっている

1960年の独立から、1974年のトルコ軍の侵攻まで、ファマグスタは文化・経済の両面で繁栄した。夏季には西欧諸国からの旅行者が加わり、町の人口が9万人から10万人弱まで増えたという（1974年の町の人口は3万9千人）。1974年8月14日のトルコ軍侵攻後、ヴェロシャ (トルコ語名：マラシュ)地区は軍に封鎖され、2万6,500人のギリシャ系住民は町から脱出できたものの、帰還は許されなかった。当時町に入れたジャーナリストによれば、品物を抱えたまま閉鎖されたデパートや、空っぽのホテルが残る、ゴーストタウン状態であったという。
現在、町の人口は3万9千人に回復したが、トルコ系住民と、侵攻後にトルコから移住した人々のみである。ヴェロシャの行政をキプロス政府から国際連合に移した場合、難民となっているギリシャ系住民の帰還を許し、港を双方に開放するという案が出されたが、北キプロス・トルコ共和国とトルコが拒否した。また、封鎖されたヴェロシャ（マラシュ）地区は依然として無人のままであり、全ての建造物が崩壊し続けるなど自然に還りつつある。

## みどころ
- ローマ遺跡（浴場・競技場）
- 聖バルナバ教会
- ファマグスタ港の砦（シェイクスピアの『オセロ』で知られる。14世紀の壮麗なゴシック様式のホールがある）
- ヴェネツィア宮殿（1571年のオスマン帝国による侵攻の際、砲撃で破壊され、トルコ支配下では刑務所となっていた）

## 出身者
- アントニス・トゥマジス - ギリシャ系キプロス人の外交官、大使